# Chevroux (Ain)
Pour les articles homonymes, voir Chevroux.
Chevroux est une commune française, située dans le département de l'Ain en région Auvergne-Rhône-Alpes.

## Géographie

### Localisation
Chevroux fait partie de la Bresse, plus particulièrement la Bresse savoyarde.  Commune française du département de l'Ain, Chevroux se situe à 12 km au nord-est de Mâcon, à 29 km au nord-ouest de Bourg-en-Bresse, à 70 km au nord de Lyon et à 337 km au sud de Paris. Elle appartient à l'arrondissement de Bourg-en-Bresse et au canton de Replonges.

### Communes limitrophes
| Boz     | Gorrevod       | Saint-Étienne-sur-Reyssouze |
| Ozan    | Chevroux       | Boissey                     |
| Manziat | Bâgé-Dommartin | Bâgé-Dommartin              |

### Hydrographie
Il existe deux cours d'eau qui traversent la commune. La Pérouse, aussi appelée bief de Rollin, traverse Chevroux du sud au nord après avoir pris sa source à Saint-Sulpice. La seconde rivière, la Jutane ou le bief de l'Étang de Chevroux, prend sa source aux Paillardières et se jette dans la Saône après être passé par Ozan et Boz.
Quatre étangs parsèment le territoire : l’étang du Chemin localisé au nord, l’étang Carteron ainsi que deux autres qui sont placés au lieu-dit l'Étang Labe.

### Climat
Pour des articles plus généraux, voir Climat d'Auvergne-Rhône-Alpes et Climat de l'Ain.
En 2010, le climat de la commune est de type climat océanique dégradé des plaines du Centre et du Nord, selon une étude du CNRS s'appuyant sur une série de données couvrant la période 1971-2000. En 2020, Météo-France publie une typologie des climats de la France métropolitaine dans laquelle la commune est exposée à un climat semi-continental et est dans la région climatique Bourgogne, vallée de la Saône, caractérisée par un bon ensoleillement (1 900 h/an), un été chaud (18,5 °C), un air sec au printemps et en été et des vents faibles.
Pour la période 1971-2000, la température annuelle moyenne est de 11,4 °C, avec une amplitude thermique annuelle de 17,8 °C. Le cumul annuel moyen de précipitations est de 905 mm, avec 10,6 jours de précipitations en janvier et 7,7 jours en juillet. Pour la période 1991-2020, la température moyenne annuelle observée sur la station météorologique de Météo-France la plus proche, « Mâcon », sur la commune de Charnay-lès-Mâcon à 14 km à vol d'oiseau, est de 12,3 °C et le cumul annuel moyen de précipitations est de 833,7 mm,. Pour l'avenir, les paramètres climatiques de la commune estimés pour 2050 selon différents scénarios d'émission de gaz à effet de serre sont consultables sur un site dédié publié par Météo-France en novembre 2022.

### Voies de communication et transports

Axes de communication.

#### Axes routiers
La route départementale 58 est l'une des artères principales du village qui le traverse du sud au nord. En prenant cette voie par le nord, les automobilistes peuvent rejoindre Pont-de-Vaux tandis qu'en se dirigeant au sud, ils peuvent aller vers Bâgé-le-Châtel et Bâgé-la-Ville.
La seconde voie traversant le centre est la route départementale 1. Reliant Asnières-sur-Saône à Saint-Amour dans le Jura, cet axe routier permet de rejoindre Manziat à l'ouest et Boissey voire Saint-Jean-sur-Reyssouze à l'est.
Aucune autoroute ne traverse Chevroux mais trois se trouvent à proximité. En premier lieu, l'autoroute A40 (Mâcon - Genève), portion de la Route Centre-Europe Atlantique Bordeaux/Nantes - Annemasse, passe au sud de la commune à Feillens où se trouve une gare de péage pour rejoindre Mâcon gratuitement et Paris ainsi que Bourg-en-Bresse et Genève. De l'autre côté de la Saône, l'autoroute A6 est un des axes routiers les plus importants de France étant donné qu'il relie Paris à Lyon, ville où la voie devient l'autoroute A7 jusqu'à Marseille. Enfin, l'autoroute A406 relie les deux autoroutes précédemment citées et forme le contournement sud de Mâcon.

#### Transport fluvial
La Saône, qui marque la frontière ouest du département de l'Ain, est navigable à grand gabarit européen depuis Verdun-sur-le-Doubs jusqu'à Lyon. Elle constitue un axe de transport fluvial important entre l'est et la Méditerranée et est appréciée pour le tourisme fluvial. Mâcon possède trois ports fluviaux : le port de plaisance, un autre près du quai des Marans et l'Aproport, l'un des ports fluviaux les plus importants de France.

## Urbanisme

### Typologie
Au 1er janvier 2024, Chevroux est catégorisée commune rurale à habitat dispersé, selon la nouvelle grille communale de densité à 7 niveaux définie par l'Insee en 2022.
Elle est située hors unité urbaine. Par ailleurs la commune fait partie de l'aire d'attraction de Mâcon, dont elle est une commune de la couronne,. Cette aire, qui regroupe 105 communes, est catégorisée dans les aires de 50 000 à moins de 200 000 habitants,.

### Occupation des sols
L'occupation des sols de la commune, telle qu'elle ressort de la base de données européenne d’occupation biophysique des sols Corine Land Cover (CLC), est marquée par l'importance des territoires agricoles (89,2 % en 2018), en diminution par rapport à 1990 (91,3 %). La répartition détaillée en 2018 est la suivante : 
terres arables (32,4 %), prairies (31,1 %), zones agricoles hétérogènes (25,8 %), forêts (8,1 %), zones urbanisées (2,7 %).
L'évolution de l’occupation des sols de la commune et de ses infrastructures peut être observée sur les différentes représentations cartographiques du territoire : la carte de Cassini (XVIIIe siècle), la carte d'état-major (1820-1866) et les cartes ou photos aériennes de l'IGN pour la période actuelle (1950 à aujourd'hui).

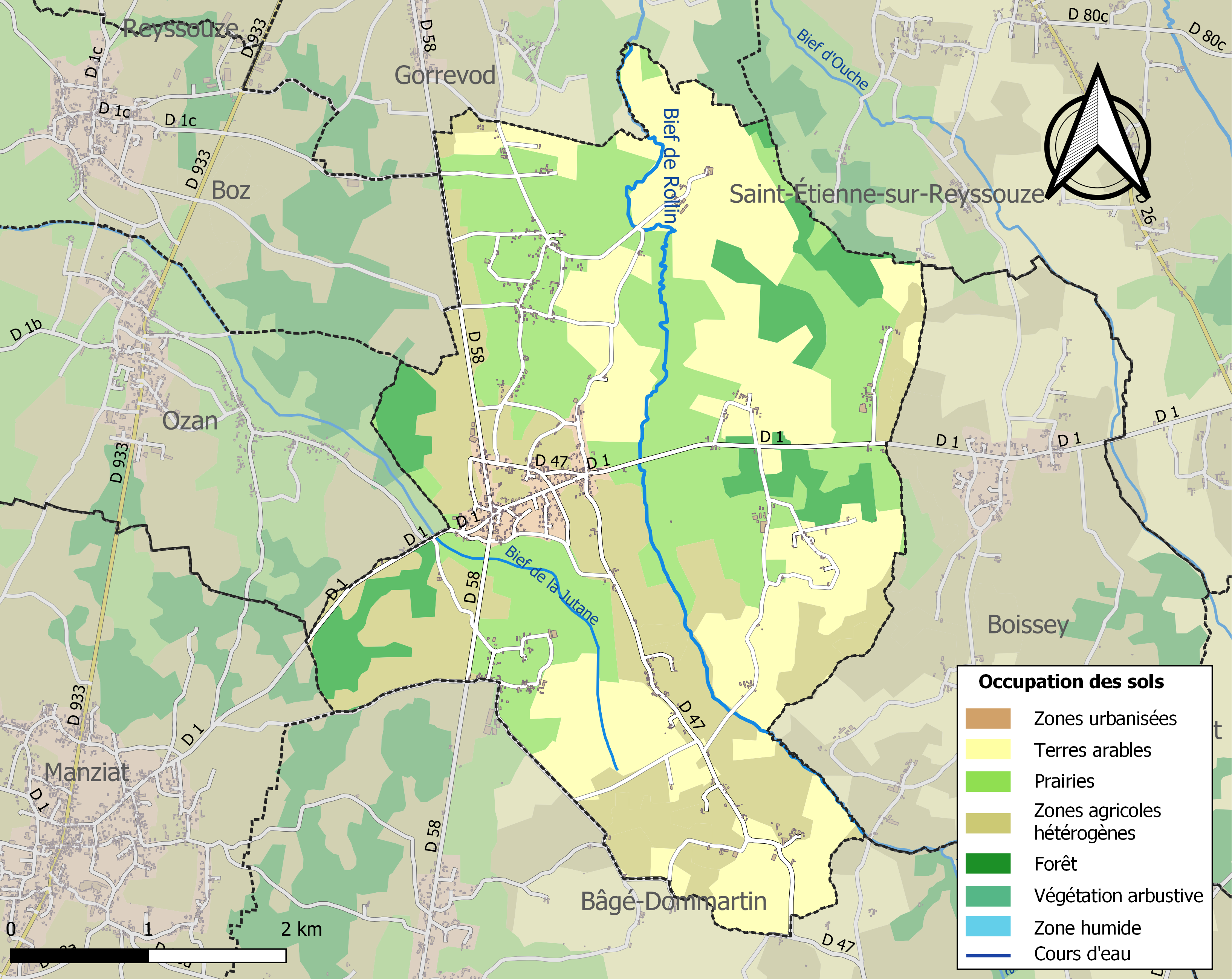
Carte des infrastructures et de l'occupation des sols de la commune en 2018 (CLC).

## Histoire
En 1032, Chevroux faisant partie du royaume de Bourgogne passe sous l’autorité du Saint-Empire Romain Germanique. Pour se protéger, les grands propriétaires organisent leur défense grâce aux poypes dont celle de la Bouchardière ou celle de Curtetrelle. En parallèle, ils construisent des maisons fortes qui ne pouvaient être habitées mais servaient de refuge à la population qui était prête à payer la protection des plus puissants. C'est ainsi que de nombreuses seigneuries fleurissent dans les hameaux comme Rotaillat, Fromental et La Fougère. Cependant, les Sires de Bâgé et les Seigneurs de Gorrevod ont empêché à ces seigneuries de se développer.
En 1247, le sire de Bâgé Renaud fit creuser le Grand Étang d'une surface de 68 ha pour assainir les terres marécageuses et fournir des poissons en période de Carême. À la demande des habitants, ce plan d'eau a été asséché en 1860-1865.
En 1601, après la fin de la guerre franco-savoyarde qui se termine par le traité de Lyon, la France acquiert la Bresse, du Bugey, du Valromey et du pays de Gex, le village devient alors français et est intégré à la province bourguignonne.
Jusqu'en 1789, Ozan était qu'un village de la paroisse de Chevroux qui comprenait aussi Boz jusqu'au XVIIe siècle. En 1790, elle devient une commune à part entière.

## Toponymie

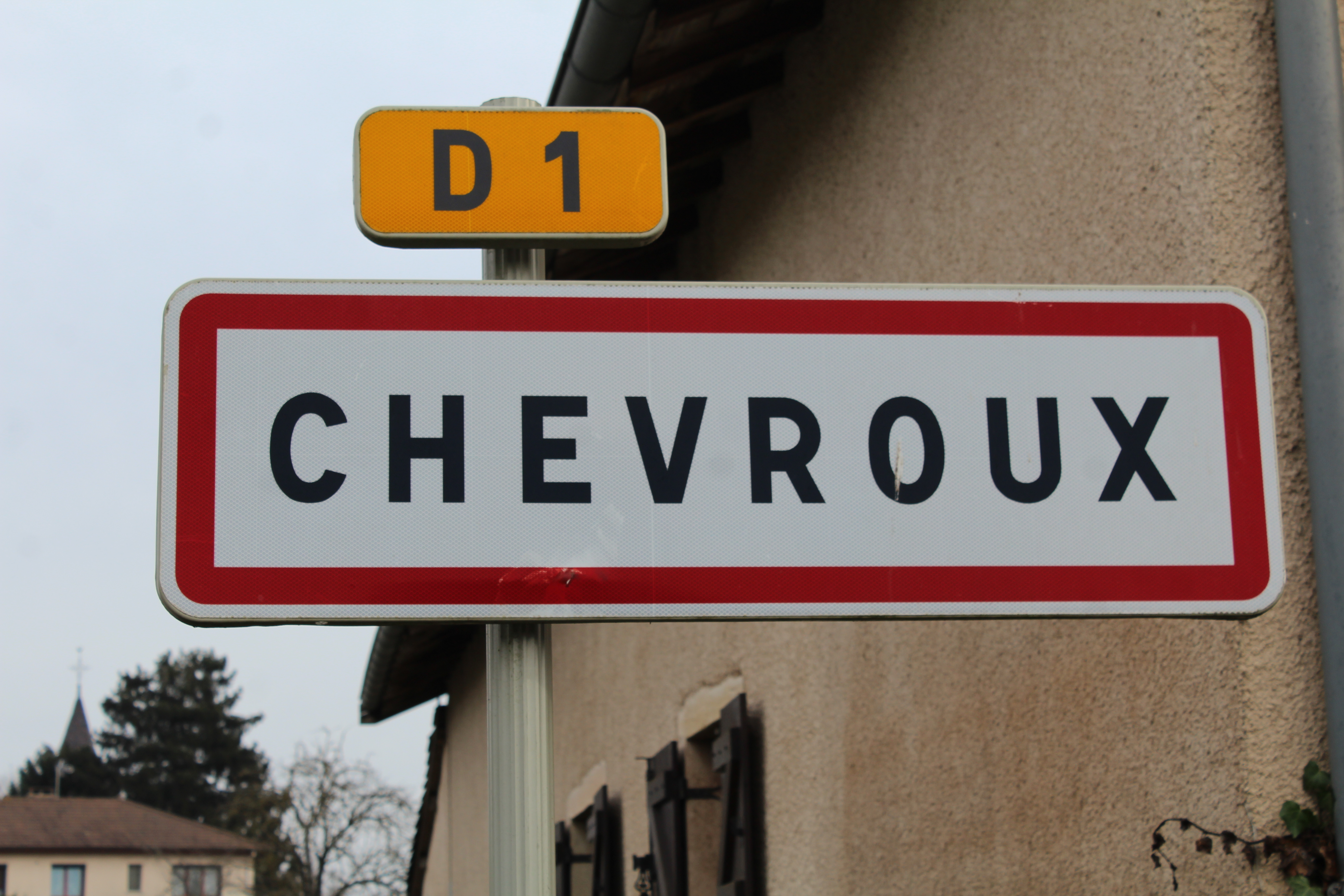
Panneau d'entrée.

La dernière consonne est rarement prononcée. Pour les noms multisyllabiques, « x » indique l’accentuation sur la dernière syllabe le différenciant avec le z final qui sert à marquer le paroxytonisme et ne devrait pas être prononcé dans sa langue d'origine.

### Origine du nom
Le nom de Chevroux vient de Caprosium qui est nom latinisé issu de l'anthroponyme gaulois Cabros, Gabros signifiant chèvre.

### Anciens noms
Diverses mentions à la commune apparaissent dès le Xe siècle. Pierre-François Chifflet, écrivain du XVIIe siècle, dit que Caprosio était évoqué en 978 selon son Histoire de l'abbaye Royale et de la ville de Tournus. Est mentionné aussi Givrosio dans le recueil des chartes de Cluny en 994.
Les archives de la Côte-d'Or font état de Chivrous et Chievrous en 1344 alors que celles de l'Ain mentionnent Chivroux en 1359, Chievroux en 1366 voire le nom actuel de Chevroux en 1439.
Samuel Guichenon dans un autre ouvrage consacré à la Bresse parle de Chevrous en 1472.

## Politique et administration

### Rattachements administratifs et électoraux
Lors de la création des départements par la Révolution française, elle est intégrée au département de l'Ain et au district de Pont-de-Vaux. En 1800, après la suppression des districts, elle intègre l'arrondissement de Bourg-en-Bresse et reste dans le canton de Pont-de-Vaux.
Jusqu'en 2012, elle faisait partie de la quatrième circonscription de l'Ain pour l'élection des députés. Avec l'ajout d'une nouvelle circonscription, Chevroux intègre la première circonscription de l'Ain cette année-là.
En mars 2015, à l'occasion des élections départementales, le décret du 13 février 2014 portant sur le redécoupage cantonal des cantons de l'Ain entre en vigueur. Ainsi, la commune ainsi que toutes celles du canton dont elle était le chef-lieu sont intégrées au nouveau canton de Replonges.

### Liste des maires successifs

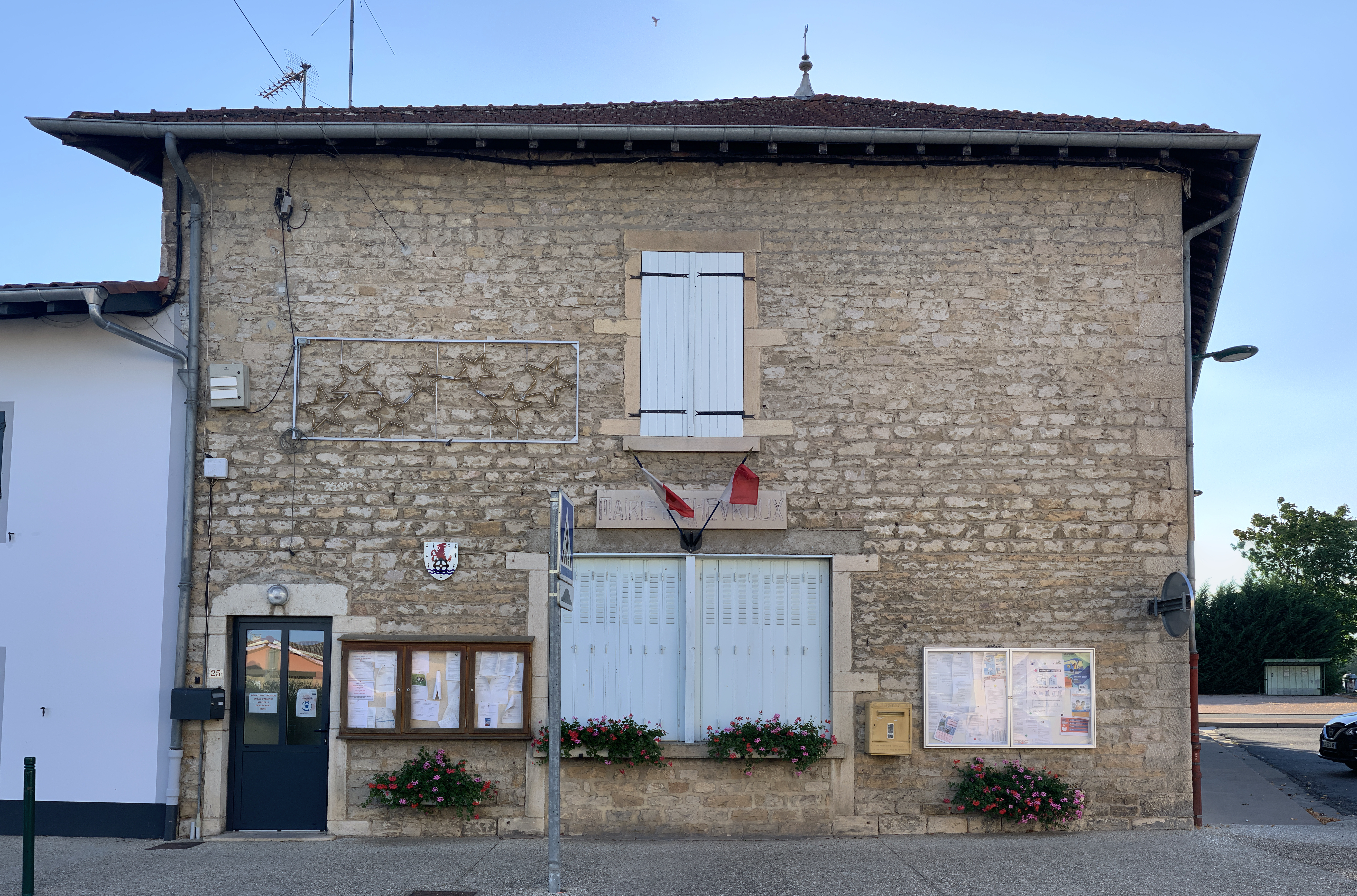
Façade de la mairie.

| Période                                  | Période  | Identité        | Étiquette | Qualité               |
| ---------------------------------------- | -------- | --------------- | --------- | --------------------- |
| avant 1988                               | ?        | Raymond Durand  |           |                       |
| 2001                                     | 2008     | Guy Bernigaud   |           |                       |
| 2008                                     | En cours | Dominique Savot | SE        | Cadre - Réélu en 2014 |
| Les données manquantes sont à compléter. |          |                 |           |                       |

### Jumelages
| \| Localisation des villes jumelées avec Chevroux. Dornhan Chevroux \| Localisation des communes jumelées. |
| Dornhan Chevroux                                                                                           |

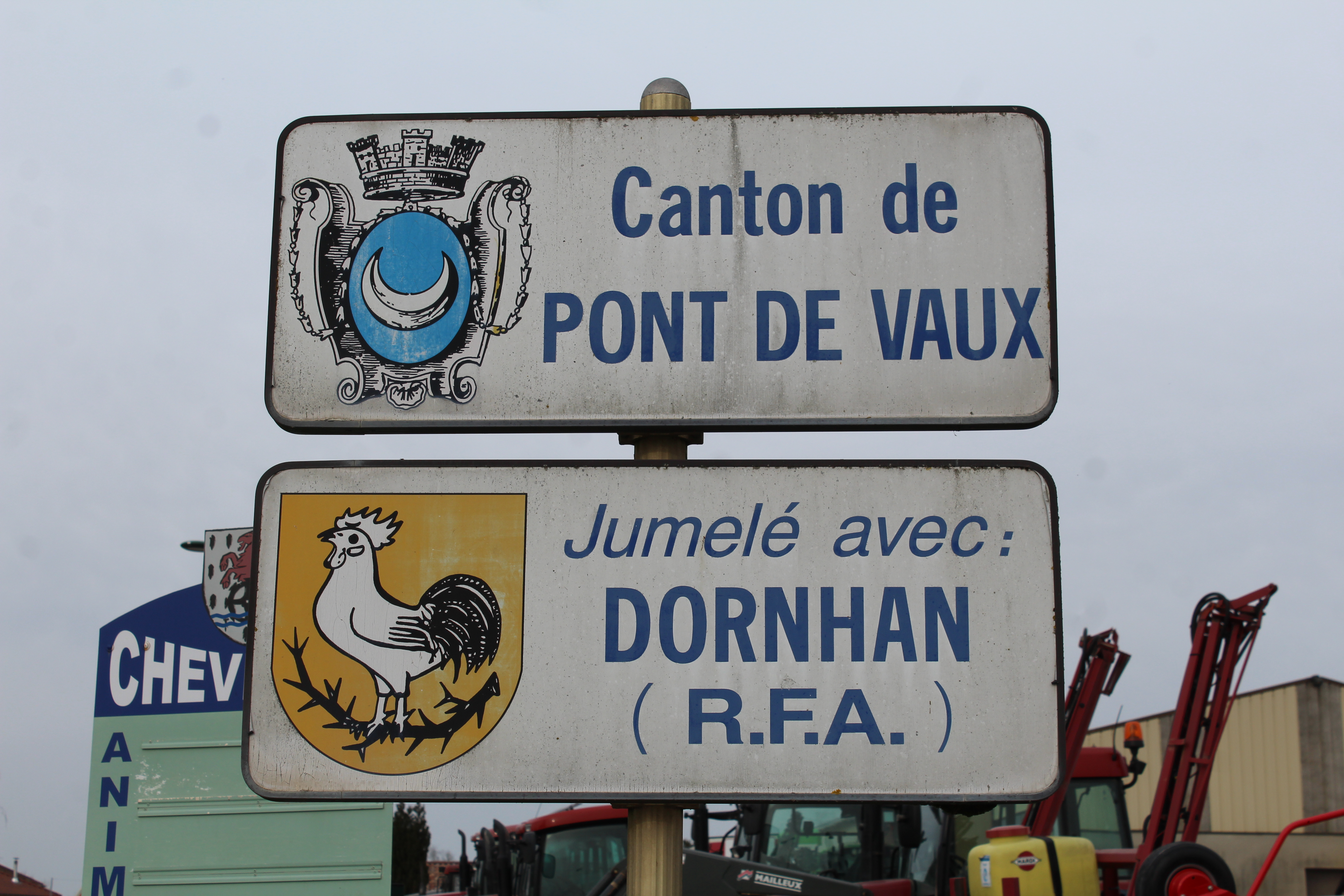
Panneau indiquant le jumelage.

Après des échanges effectués en 1992 et 1993 entre le collège Antoine Chintreuil de Pont-de-Vaux et la realschule de Dornhan, l'idée d'un jumelage entre le canton de Pont-de-Vaux et le village allemand de Dornhan situé dans le land de Bade-Wurtemberg commence à germer. C'est ainsi qu'a été officialisé le jumelage en 1994 en Allemagne et en 1995 en France.
Une amitié avec la commune suisse homonyme est née en 1985 et se concrétise par des rencontres.

### Intercommunalités
Chevroux était appartenait à la communauté de communes du canton de Pont-de-Vaux qui avait été fondée le 20 décembre 1994 jusqu'au 31 décembre 2016. Depuis le 1er janvier 2017, la commune est intégrée à la nouvelle communauté de communes du pays de Bâgé et de Pont-de-Vaux. Cette dernière regroupe les communes de l'ancienne intercommunalité à celles du pays de Bâgé. La structure devient communauté de communes Bresse et Saône le 13 décembre de la même année.
Toutefois, ce n'est pas la seule structure intercommunale dont fait partie la localité bressane. On peut mentionner le syndicat mixte Bresse Val de Saône créé en 1995 et regroupant 40 communes,. Son but est de négocier les procédures que proposent l'Union européenne, l'État ou la région Auvergne-Rhône-Alpes qui pourraient développer un territoire plus vaste que la simple communauté de communes.
Enfin, comme la totalité des communes du département de l'Ain, le village appartient au syndicat intercommunal d'énergie et de e-communication de l'Ain, organisation fondée le 11 mars 1950. Le syndicat est compétent dans la gestion des réseaux d'électrification, de gaz, de l'éclairage public, de la communication électronique. En plus de ces compétences, la structure accompagne les communes pour qu'elles puissent maîtriser leur consommation d'énergie, gère un système d'information géographique et a mis en place dans le département, par l'intermédiaire de sa régie Réso-Liain, un réseau de fibre optique pour avoir accès à Internet à très haut débit.

## Population et société

### Démographie
L'évolution du nombre d'habitants est connue à travers les recensements de la population effectués dans la commune depuis 1793. Pour les communes de moins de 10 000 habitants, une enquête de recensement portant sur toute la population est réalisée tous les cinq ans, les populations de référence des années intermédiaires étant quant à elles estimées par interpolation ou extrapolation. Pour la commune, le premier recensement exhaustif entrant dans le cadre du nouveau dispositif a été réalisé en 2008.
En 2022, la commune comptait 981 habitants, en évolution de +2,51 % par rapport à 2016 (Ain : +5,15 %, France hors Mayotte : +2,11 %).
| 1793 | 1800  | 1806 | 1821 | 1831 | 1836 | 1841 | 1846  | 1851  |
| ---- | ----- | ---- | ---- | ---- | ---- | ---- | ----- | ----- |
| 936  | 1 169 | 831  | 949  | 964  | 966  | 969  | 1 049 | 1 134 |

| 1856  | 1861  | 1866  | 1872  | 1876  | 1881  | 1886  | 1891  | 1896 |
| ----- | ----- | ----- | ----- | ----- | ----- | ----- | ----- | ---- |
| 1 110 | 1 100 | 1 116 | 1 006 | 1 066 | 1 017 | 1 051 | 1 011 | 954  |

| 1901 | 1906 | 1911 | 1921 | 1926 | 1931 | 1936 | 1946 | 1954 |
| ---- | ---- | ---- | ---- | ---- | ---- | ---- | ---- | ---- |
| 949  | 918  | 882  | 775  | 792  | 775  | 733  | 720  | 646  |

| 1962 | 1968 | 1975 | 1982 | 1990 | 1999 | 2006 | 2008 | 2013 |
| ---- | ---- | ---- | ---- | ---- | ---- | ---- | ---- | ---- |
| 637  | 587  | 516  | 517  | 586  | 657  | 823  | 871  | 944  |

| 2018 | 2022 | - | - | - | - | - | - | - |
| ---- | ---- | - | - | - | - | - | - | - |
| 947  | 981  | - | - | - | - | - | - | - |

### Enseignement

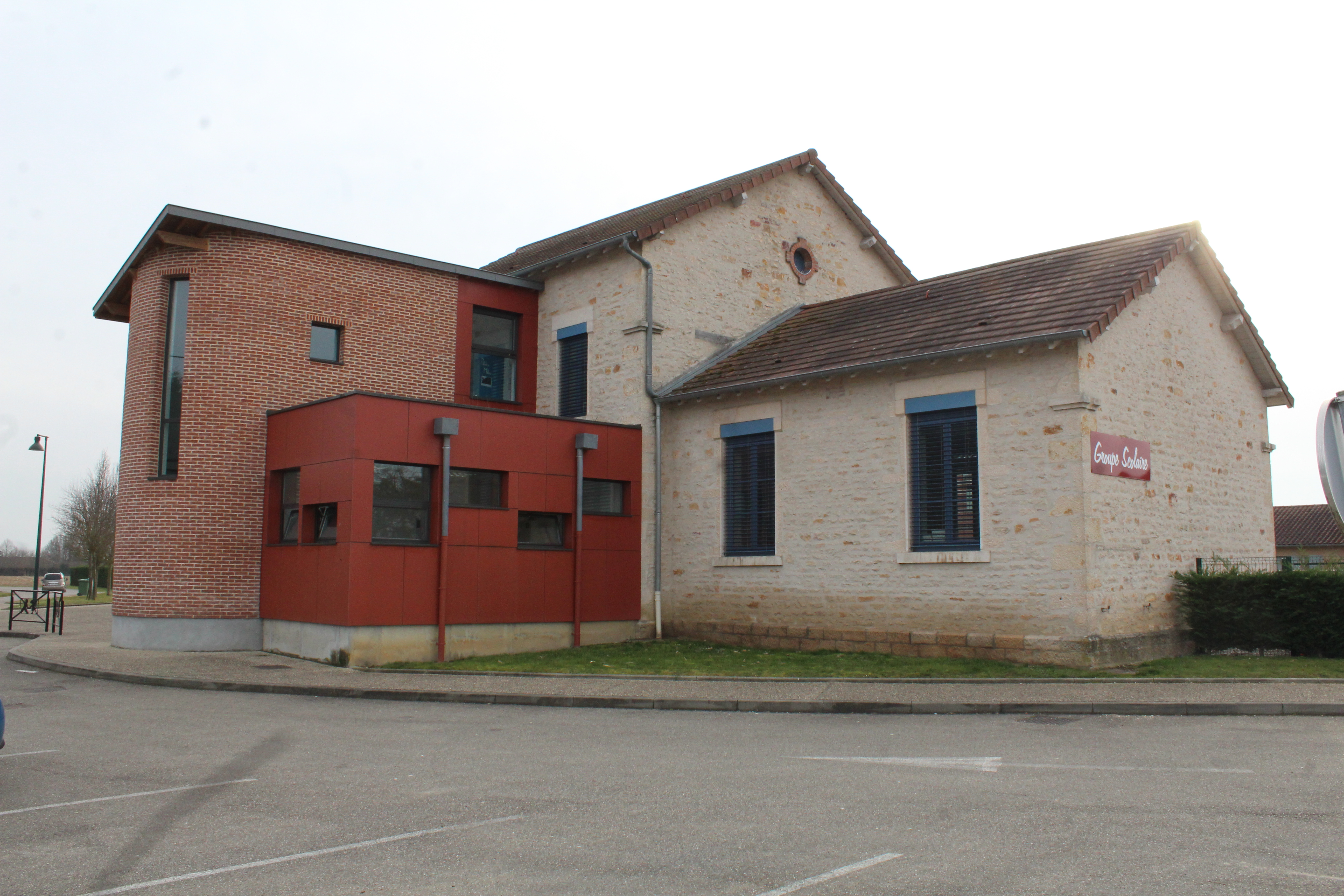
École.

La seule école est une école publique qui est composée de deux classes maternelles et trois classes primaires. Elle a été rénovée et inaugurée en avril 2010.
La poursuite des études dans l'enseignement secondaire se fait au collège Antoine-Chintreuil à Pont-de-Vaux puis sont redirigés vers les lycées de Mâcon.
Toutefois, pour les familles voulant donner un accès à une école privée, l'école Saint-Joseph composé de quatre classes reçoit des élèves des environs à Manziat. Ces derniers peuvent continuer leur scolarité à Feillens au collège Saint-Charles.

### Médias
Le Progrès est un journal régional diffusant dans les départements de l'Ain, du Jura, du Rhône, de la Loire et de la Haute-Loire. Chaque vendredi est publié le journal local hebdomadaire Voix de l'Ain.
Dans le domaine télévisuel, la chaîne France 3 émet un décrochage local dans la commune par le biais de France 3 Rhône Alpes.  Enfin, Radio Scoop est une radio musicale d'Auvergne-Rhône-Alpes qui possède une station à Bourg-en-Bresse diffusant dans l'Ain.

## Culture et patrimoine

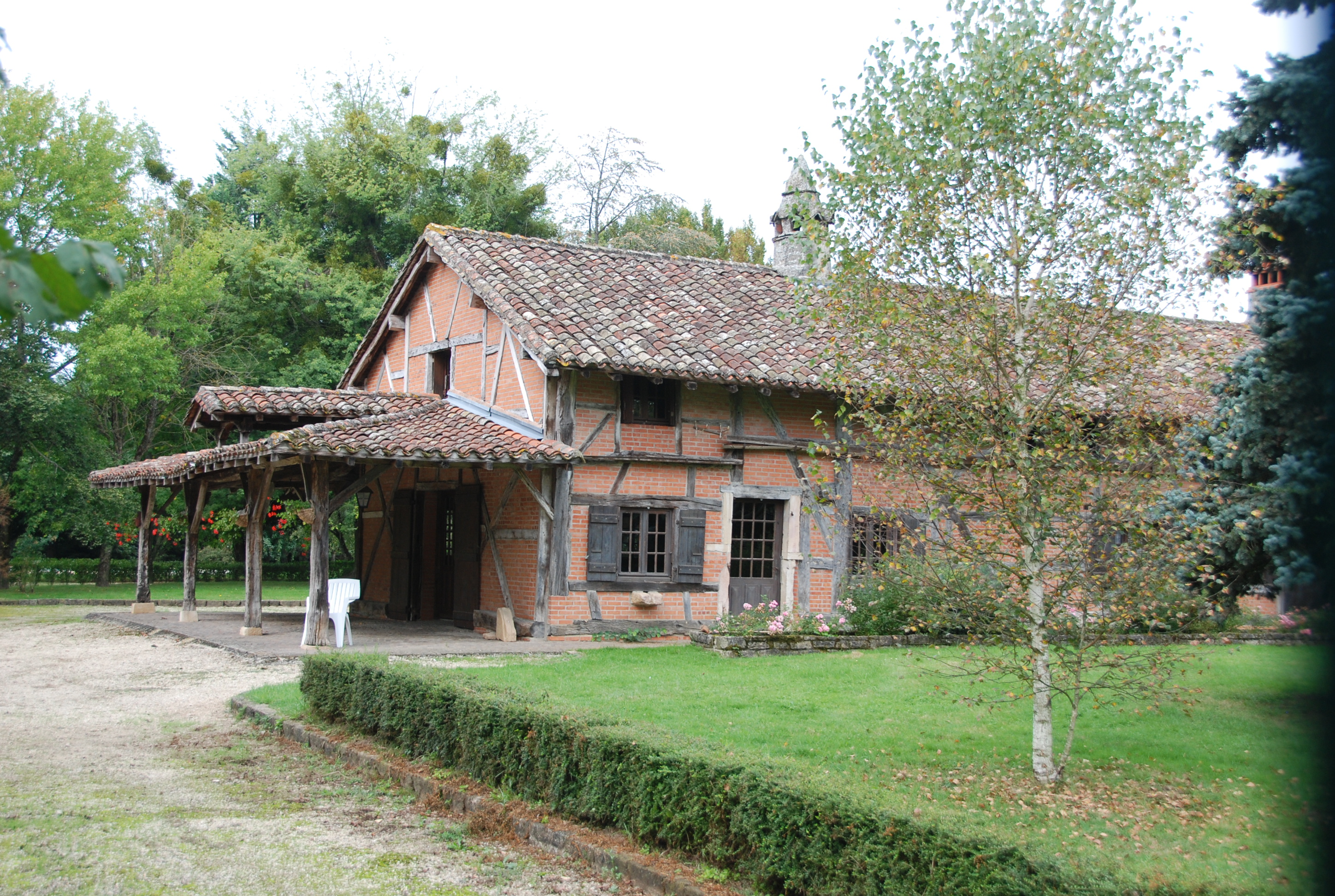
Ferme de la Bourlière.

### Lieux et monuments
- Les cheminées sarrasines à La Bouchardière et à la ferme de la Bourlière sont inscrites à l'inventaire des monuments historiques[32].
- La ferme du Mont est classée monument historique[33].
- L'église Saint-Martin qui est d'architecture romane a été remaniée au XIXe siècle[34].

### Héraldique
| Blason de Chevroux (Ain) | Blason  | D'argent à la chèvre de gueules issant d'une roue de moulin de sable, aux onze mouchetures d'hermine du même ordonnées en orle, quatre en chef, une en pointe, les autres aux flancs, à la jumelle ondée abaissée d'azur brochant sur le tout. |
| Blason de Chevroux (Ain) | Détails | |

### Gastronomie
Les spécialités culinaires sont celles de la région bressane, c'est-à-dire la volaille de Bresse, les gaudes, la galette bressane, les gaufres bressanes, la fondue bressane.
La commune se situe dans l'aire géographique de l'AOC Crème et beurre de Bresse et de l'AOC Volailles de Bresse. Elle a aussi l'autorisation de produire le vin IGP Coteaux de l'Ain sous les trois couleurs, rouge, blanc et rosé.